# Grand Prix Formule 1 van Italië 1995
De Grand Prix Formule 1 van Italië 1995 werd gehouden op 10 september 1995 op Monza.

## Uitslag
| Positie | Nummer | Rijder                   | Team               | Ronden | Tijd/Opgave | Startplaats | Punten |
| ------- | ------ | ------------------------ | ------------------ | ------ | ----------- | ----------- | ------ |
| 1       | 2      | Johnny Herbert           | Benetton-Renault   | 53     | 1:18:27.916 | 8           | 10     |
| 2       | 8      | Mika Häkkinen            | McLaren-Mercedes   | 53     | +17.779     | 7           | 6      |
| 3       | 30     | Heinz-Harald Frentzen    | Sauber-Ford        | 53     | +24.321     | 10          | 4      |
| 4       | 7      | Mark Blundell            | McLaren-Mercedes   | 53     | +28.223     | 9           | 3      |
| 5       | 4      | Mika Salo                | Tyrrell-Yamaha     | 52     | +1 Ronde    | 16          | 2      |
| 6       | 29     | Jean-Christophe Boullion | Sauber-Ford        | 52     | +1 Ronde    | 14          | 1      |
| 7       | 9      | Massimiliano Papis       | Arrows-Hart        | 52     | +1 Ronde    | 15          |        |
| 8       | 10     | Taki Inoue               | Arrows-Hart        | 52     | +1 Ronde    | 20          |        |
| 9       | 21     | Pedro Diniz              | Forti-Ford         | 50     | +3 Rondes   | 23          |        |
| 10      | 3      | Ukyo Katayama            | Tyrrell-Yamaha     | 47     | +6 Rondes   | 17          |        |
| DNF     | 27     | Jean Alesi               | Ferrari            | 45     | Wiellager   | 5           |        |
| DNF     | 14     | Rubens Barrichello       | Jordan-Peugeot     | 43     | Koppeling   | 6           |        |
| DNF     | 15     | Eddie Irvine             | Jordan-Peugeot     | 40     | Motor       | 12          |        |
| DNF     | 28     | Gerhard Berger           | Ferrari            | 32     | Ophanging   | 3           |        |
| DNF     | 24     | Luca Badoer              | Minardi-Ford       | 26     | Spin        | 18          |        |
| DNF     | 1      | Michael Schumacher       | Benetton-Renault   | 23     | Botsing     | 2           |        |
| DNF     | 5      | Damon Hill               | Williams-Renault   | 23     | Botsing     | 4           |        |
| DNF     | 26     | Olivier Panis            | Ligier-Mugen-Honda | 20     | Spin        | 13          |        |
| DNF     | 6      | David Coulthard          | Williams-Renault   | 13     | Spin        | 1           |        |
| DNF     | 25     | Martin Brundle           | Ligier-Mugen-Honda | 10     | Lekke band  | 11          |        |
| DNF     | 16     | Giovanni Lavaggi         | Pacific-Ilmor      | 6      | Spin        | 24          |        |
| DNF     | 23     | Pedro Lamy               | Minardi-Ford       | 0      | Transmissie | 19          |        |
| DNF     | 17     | Andrea Montermini        | Pacific-Ilmor      | 0      | Ongeluk     | 21          |        |
| DNF     | 22     | Roberto Moreno           | Forti-Ford         | 0      | Ongeluk     | 22          |        |

## Wetenswaardigheden
- Michael Schumacher en Damon Hill botsten opnieuw. Toen beide wagens Taki Inoue op een ronde probeerden te zetten, crashte Hill in de achterkant van Schumacher waardoor beiden moesten opgeven. Schumacher liep naar de Williams, maar Hill werd weggeleid door de stewards.
- Gerhard Berger moest opgeven, nadat de onboard camera van Jean Alesi's Ferrari in zijn ophanging terechtgekomen was.
- David Coulthard stond op de pole maar spinde van de baan tijdens de opwarmronde. Bij de herstart kon hij echter wel opnieuw vanaf de pole vertrekken in de reservewagen.

## Statistieken
| Pole-position | David Coulthard | Williams-Renault | 1:24.462 |
| Snelste ronde | Gerhard Berger  | Ferrari          | 1:26.419 |

## Noot
- Dit was de vijfhonderdste Grand Prix-start voor een Italiaanse coureur.
- Eerste podiumplaats voor Heinz-Harald Frentzen.

1921 · 1922 · 1923 · 1924 · 1925 · 1926 · 1927 · 1928 · 1931 · 1932 · 1933 · 1934 · 1935 · 1936 · 1937 · 1938 · 1947 · 1948 · 1949 · 1950 · 1951 · 1952 · 1953 · 1954 · 1955 · 1956 · 1957 · 1958 · 1959 · 1960 · 1961 · 1962 · 1963 · 1964 · 1965 · 1966 · 1967 · 1968 · 1969 · 1970 · 1971 · 1972 · 1973 · 1974 · 1975 · 1976 · 1977 · 1978 · 1979 · 1980 · 1981 · 1982 · 1983 · 1984 · 1985 · 1986 · 1987 · 1988 · 1989 · 1990 · 1991 · 1992 · 1993 · 1994 · 1995 · 1996 · 1997 · 1998 · 1999 · 2000 · 2001 · 2002 · 2003 · 2004 · 2005 · 2006 · 2007 · 2008 · 2009 · 2010 · 2011 · 2012 · 2013 · 2014 · 2015 · 2016 · 2017 · 2018 · 2019 · 2020 · 2021 · 2022 · 2023 · 2024 · 2025